# Île David
L'île David est une île fluviale de la Charente, située sur la commune de Cognac.
Elle s'étend sur une longueur de 1,35 km.

## Histoire
Trois barrages ont été réaménagés autour d'elle. L’île David et l’île de la Reine, situées au sein de Cognac, sont connues comme lieu de reproduction  des poissons qui y trouvent refuge. On y pêche le brochet, le sandre et la perche.